# José Manuel Soares Louro
José Manuel Soares Louro, conosciuto come Pepe Soares (Lisbona, 30 gennaio 1908 – Lisbona, 24 ottobre 1931) è stato un calciatore portoghese, di ruolo attaccante.

## Carriera

### Nazionale
Ha collezionato 14 presenze con la propria Nazionale.

## Palmarès

### Club

#### Competizioni nazionali
- Coppa del Portogallo: 2

Belenenses: 1927, 1929